# ژانگ جین
ژانگ جین (به انگلیسی: Zhang Jin،  زادهٔ ۱ ژانویهٔ ۲۰۰۶) یک کشتی‌گیر آزادکار اهل کشور چین است.
از افتخارات وی می‌توان به کسب مدال نقره قهرمانی کشتی جهان ۲۰۲۴ اشاره کرد.